# Túnel de la Avenida Lexington
El túnel de la Avenida Lexington es usado principalmente por los servicios de los trenes 4, 5 y 6 del metro de Nueva York bajo el río Harlem entre los boroughs de Manhattan y el Bronx en la ciudad de Nueva York. 
- Datos: Q12221104